# Elena Hidalgo Hernando
Elena Hidalgo se graduó en Farmacia en la Universidad de Barcelona, donde obtuvo su doctorado en el Departamento de Bioquímica en 1991. Llevó a cabo dos etapas postdoctorales a lo largo de ocho años en los laboratorios de Bruce Demple (Harvard School of Public Health, Boston) y Nic Jones (Imperial Cancer Research Fund, Londres), estudiando cómo las células responden al estrés oxidativo. Empezó a trabajar en la Universidad Pompeu Fabra (Barcelona) en el año 2000. Como miembro universitario, se dedica tanto a la enseñanza (Universidad Pompeu Fabra) como a la investigación (Parque de Investigación Biomédica de Barcelona) siendo codirectora del grupo de Oxidative Stress and Cell Cycle. Su investigación se centra en el estrés oxidativo, que constituye la base de situaciones fisio-patológicas como enfermedades neurodegenerativas y envejecimiento. Sin embargo, especies de oxígeno reactivo como el peróxido de hidrógeno, también ejercen papeles de señalización: pueden activar cascadas antioxidantes, y el aumento endógeno de estas especies puede incluso mejorar la condición general de la célula y su tiempo de vida útil. Su laboratorio utiliza el sistema modelo eucariótico de Schizosaccharomyces pombe para estudiar la toxicidad asociada a especies derivadas del oxígeno, específicamente, agregación y oxidación de proteínas, y para describir los procesos de señalización controlados por los oxidantes.